# Mesclador estàtic

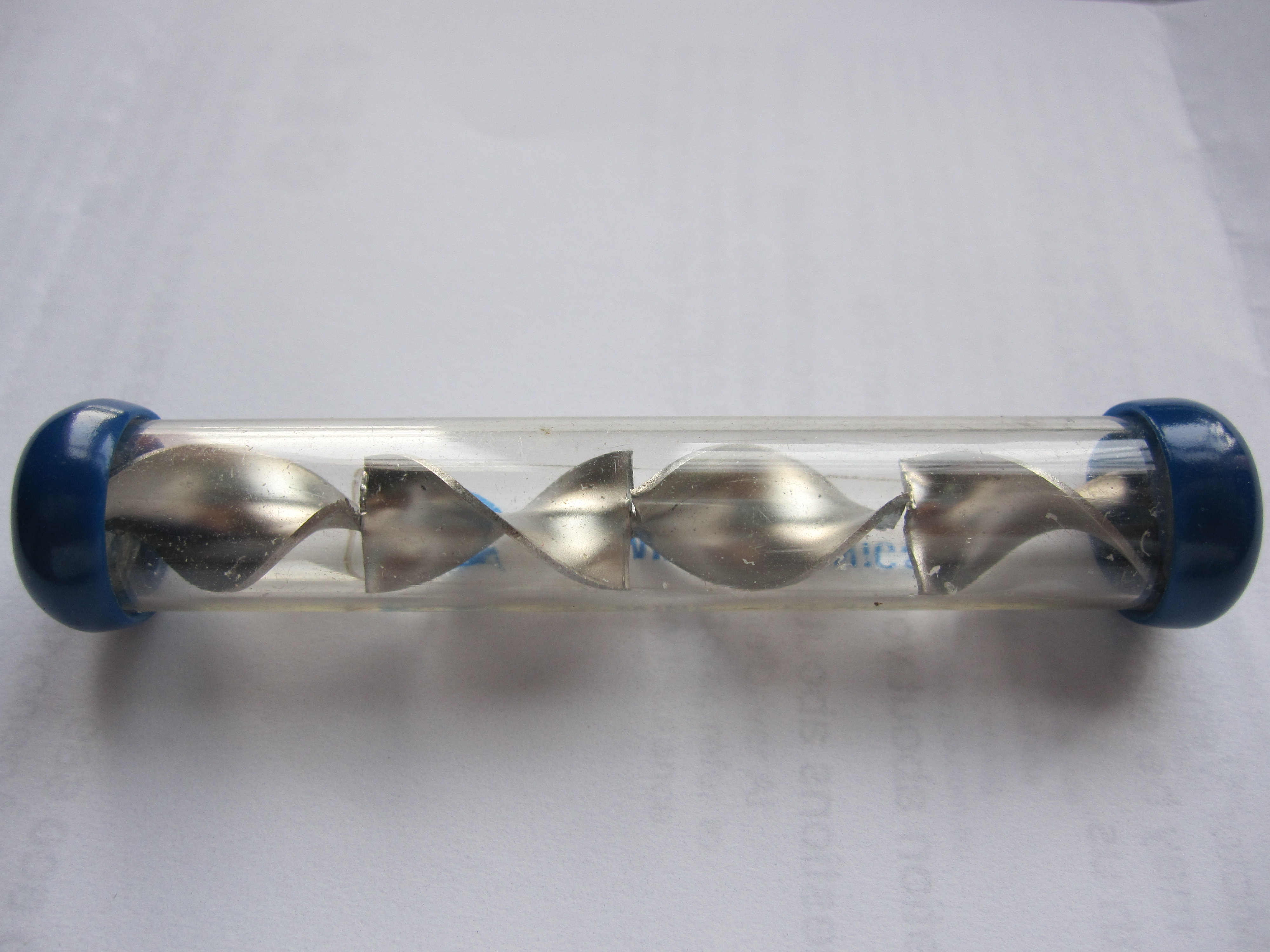
Mesclador estàtic

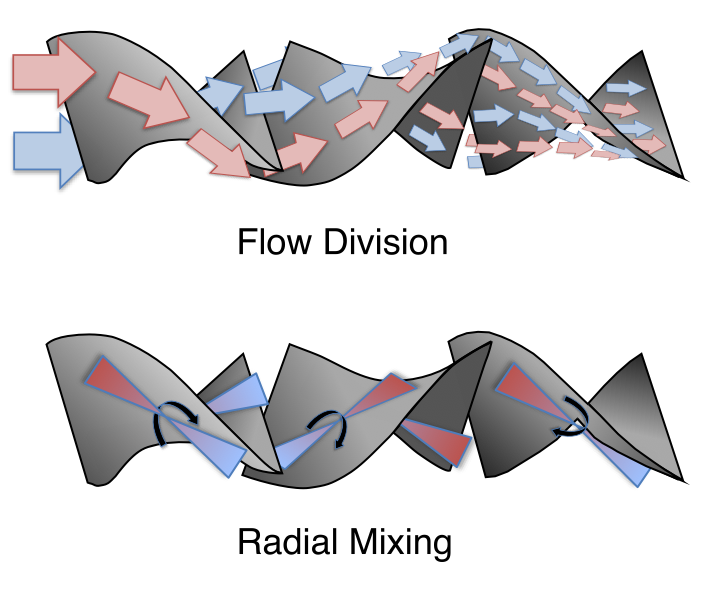
Esquema de funcionament

Un mesclador estàtic és un aparell emprat per a barrejar dos fluids.
El dispositiu consta d'uns elements de barreja continguts en una carcassa cilíndrica (tub) o de secció quadrada. Les seves grandàries poden variar des de 6 mm a 6 metres de diàmetre. Els elements del mesclador estàtic consisteixen en una sèrie de plaques desviadores que estan fetes de metall o de diversos tipus de plàstic. De la mateixa manera, la carcassa del mesclador pot estar feta de metall o de plàstic. Els materials típicament emprats en la construcció dels components del mesclador estàtic són acer inoxidable, polipropilè, tefló, kynar i poliacetal.
El disseny general del sistema incorpora un mètode per a la introducció de dos corrents de líquids en el mesclador estàtic. Mentre els corrents travessen el mesclador, les plaques desviadores romanen en repòs però mouen contínuament i barregen els materials. La barreja completa depèn de moltes variables, incloent les propietats del fluid, el diàmetre del tub intern, el nombre d'elements desviadors, i el seu disseny.